# Normanton, Pontefract and Castleford (circonscription du Parlement britannique)

La circonscription dans le West Yorkshire.

La circonscription de Normanton, Pontefract and Castleford  est une circonscription anglaise située dans le West Yorkshire, et représentée à la Chambre des communes du Parlement britannique depuis sa création en 2010 par Yvette Cooper, du Parti travailliste.